# Terbolí
Un terbolí és un fenomen meteorològic que consisteix en un vòrtex de vent (una columna d'aire separada amb una posició vertical) que presenta un ràpid moviment giratori al voltant d'un eix que roman relativament estable. Els terbolins es formen quan en una massa d'aire en moviment sorgeix una diferència de velocitat entre dues regions generant turbulències, amb una forma que es podria definir com "remolins de vent". Aquest fenomen ocorre a tot arreu del planeta i en qualsevol estació de l'any. Fins i tot, s'han pogut detectar terbolins en altres planetes.
El fregament de l'aire amb el terra o la pertorbació d'aquest per petits obstacles engendra nombrosos terbolins el diàmetre dels quals pot ser tan sols d'uns decímetres. Aquests terbolins es fan visibles sobre un sòl terrós, ja que aixequen una pols que revela el moviment giratori de l'aire i l'existència d'una zona axial en la qual aquest no té força suficient per arrossegar les partícules sòlides. En les trombes i tornados, el remolí mesura unes desenes de metres de diàmetre i la violenta ascendència que els provoca els permet elevar a molta altura una columna líquida en el cas de les trombes o sorra i tot tipus d'objectes en el cas dels tornados. Els  ciclons tropicals tenen un diàmetre de l'ordre de 100 km; al voltant d'un ull (part central relativament en calma) el vent gira amb velocitats de 100 a 200 km/h. D'aquesta manera, les grans pertorbacions ciclòniques són gegantins terbolins que arriben a mesurar milers de km de diàmetre.